# دائرة عزازقة
دائرة عزازقة إحدى دوائر ولاية تيزي وزو.
مقرها عزازقة.
تبلغ مساحتها 360.2725 كم² يقطنها 89089 نسمة (أي بكثافة سكانية تقدر بـ 247 نسمة /كم²).
وتضم كل من بلديات :
- عزازقة
- فريحة
- زكري
- إعكوران
- إيفيغاء

## النوادي
يضم إقليم دائرة عزازقة العديد من نوادي كرة القدم، منها:
1. شبيبة عزازقة

## مواضيع ذات صلة
- دوائر ولاية تيزي وزو
- بلديات ولاية تيزي وزو